# Nikolaj Berzarin
Slag om Moskou
Nikolaj Erastovitsj Berzarin (Russisch: Николай Эрастович Берзарин) (Sint-Petersburg, 1 april 1904 — Berlijn, 16 juni 1945) was een generaal in het leger van de Sovjet-Unie en de eerste Sovjet-Russische commandant van Berlijn na de Tweede Wereldoorlog.